# 南さつま市立金峰中学校
南さつま市立金峰中学校（みなみさつましりつ きんぽうちゅうがっこう）は、鹿児島県南さつま市金峰町中津野にあった市立中学校。

## 概要
- 平成の市町村合併で「南さつま市」が誕生する以前は金峰町立金峰中学校であった。
- 平成24年4月1日現在の生徒数は162名である。

## 沿革
- 1947年（昭和22年） - 田布施村立田布施中学校、田布施村立田布施中学校大坂分校、阿多村立阿多中学校が設置される[1]。
- 1949年（昭和24年） - 田布施中学校大坂分校が田布施村立大坂中学校として独立[1]。
- 1956年（昭和31年）9月30日  - 田布施村と阿多村が合併し、金峰町となったのに伴い、金峰町立田布施中学校、金峰町立大坂中学校、金峰町立阿多中学校にそれぞれ改称。
- 1977年（昭和52年） - 3校の統合を決定。新校名を「金峰中学校」とする。
- 1979年（昭和54年） - 校舎竣工。
- 1980年（昭和55年） - 金峰町立田布施中学校、金峰町立大坂中学校、金峰町立阿多中学校を統合し金峰町立金峰中学校として開校[1]。
- 2005年（平成17年）11月7日 - 金峰町が加世田市などと新設合併し南さつま市となったのに伴い、南さつま市立金峰中学校に改称。
- 2023年（令和5年）
  - 3月31日 - 南さつま市立田布施小学校および南さつま市立阿多小学校との統合により廃校
  - 4月1日 - 後継校である義務教育学校南さつま市立金峰学園が設置される

## 校区
金峰中学校の通学区域は以下の小学校区の区域が指定されていた。（旧金峰町の全域）
- 田布施小学校校区
- 大坂小学校校区
- 阿多小学校校区
- 大田小学校校区
- 白川小学校校区

## 卒業後の主な進路
- 鹿児島県立加世田高等学校
- 鹿児島県立加世田常潤高等学校
- 鹿児島県立川辺高等学校
- 鹿児島県立薩南工業高等学校
- 鹿児島県立吹上高等学校

- 鹿児島工業高等専門学校
- 鹿児島城西高等学校
- 鹿児島情報高等学校
- 神村学園高等部
- 鳳凰高等学校